# Un Guyana nouveau et uni
Un Guyana nouveau et uni (en anglais : A New and United Guyana ; abrégé ANUG) est un parti politique guyanien.

## Histoire

### Fondation
Un Guyana nouveau et uni est fondé le 18 janvier 2019 avec pour objectif principal la gouvernance partagée, ainsi que la réduction de la pauvreté, le consensus sur la gouvernance de l'industrie pétrolière et le changement climatique comme principaux domaines intérêts. Parmi les personnes clés du lancement figurent Ralph Ramkarran, Beni Sankar, Kian Jabour, Henry Jeffrey, Akanni Blair et Timothy Jonas.

### Élections générales de 2020
L'ANUG se présente aux élections générales de 2020 avec Ralph Ramkarran comme candidat à la présidence de la République. En remportant 2 313 voix, il obtient un siège partagé à l'Assemblée nationale grâce à une alliance électorale avec Le nouveau mouvement et le Parti de la liberté et de la justice.

## Résultat électoraux
| Élection | Candidat présidentiel | Votes | %    | Sièges | Rang | +/- |
| -------- | --------------------- | ----- | ---- | ------ | ---- | --- |
| 2020     | Ralph Ramkarran       | 2 313 | 0,50 | 1 / 65 | 4e   | Nv  |